# Favel Parrett
Favel Parrett (geboren 18. Mai 1974 in Victoria, Australien) ist eine australische Schriftstellerin.

## Leben
Favel Parrett wuchs einige Jahre in Hobart auf der Insel Tasmanien auf. Zunächst schrieb sie Kurzgeschichten für Zeitschriften. Im Jahr 2008 gewann sie einen Platz beim „Hachette Australia/Queensland Writers Centre Manuscript Development Program“ und erhielt 2009 eine Mentorship in einem Förderprogramm der Australian Society of Authors (ASA).
Ihr Debütroman Past the Shallows wurde 2012 für den „Miles Franklin Award“ und den „Melbourne Award“ nominiert. Parrett ist Preisträgerin des „Newcomer of the Year Australian Book Industry Award“ sowie des „Dobbie Award für Schriftstellerinnen“. Sie erhielt ein „Antarctic-Arts-Stipendium“ und nahm im Oktober 2011 auf dem Antarktisschiff Aurora Australis an einer Einsatzfahrt zur Macquarieinsel teil.
2014 erschien ihr zweiter Roman When the Night Comes, in den die Autorin das Antarktisschiff Nella Dan einbezog, welches tatsächlich 1987 verlorenging.
Parrett lebt in Melbourne.

## Werke
- Past the Shallows. New York : Washington Square Press, 2014
  - Jenseits der Untiefen : Roman. Aus dem Engl. von Antje Rávic Strubel. Hamburg : Hoffmann und Campe, 2013
- When the Night Comes. Sydney : Hachette Australia, 2013
  - Der Himmel über uns : Roman. Aus dem Engl. von Kathrin Razum. Hamburg : Hoffmann und Campe, 2015